# راست (نووی پازار)
راست (به صربی: Rast) یک منطقهٔ مسکونی در صربستان است که در شهرستان نووی پازار واقع شده‌است.